# Achelia transfugoides
Achelia transfugoides är en havsspindelart som beskrevs av Stock, J.H. 1973. Achelia transfugoides ingår i släktet Achelia och familjen Ammotheidae. Inga underarter finns listade i Catalogue of Life.